# Prehistoria de Portugal

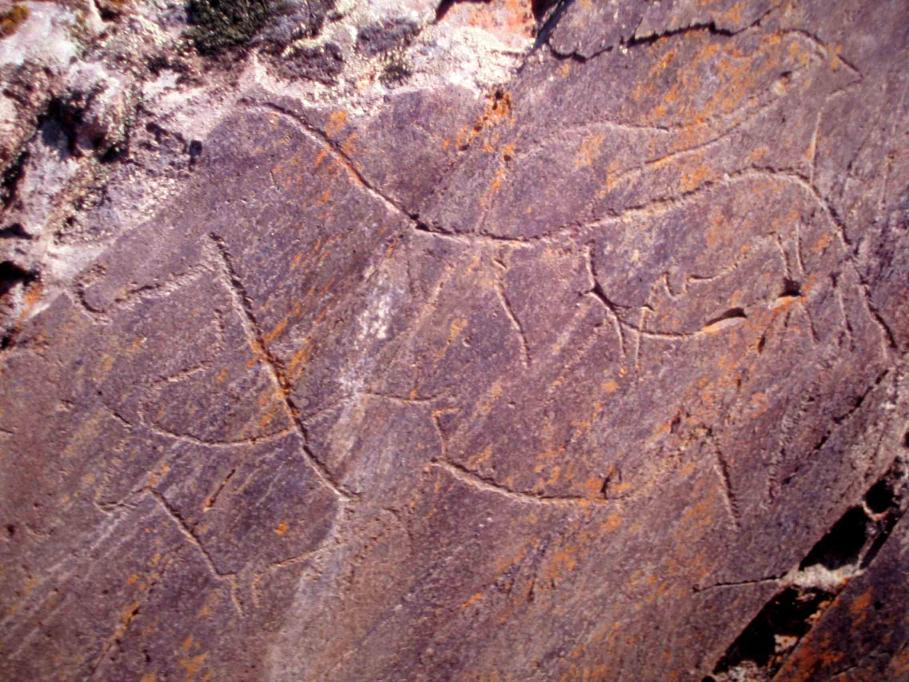
Grabados de un caballo (grande en el centro) y dos cabras (abajo a la izquierda y arriba a la derecha) en el valle del Coa.

La prehistoria de Portugal, comprende desde la presencia humana en el suelo de esta parte de la península ibérica, hasta la invasión romana entre los siglos III y I a. C.

## Paleolítico
La región del Bajo Tajo muestra huellas de haber estado habitada durante la mayor parte del Paleolítico, estando relacionada culturalmente con sus vecinos de la Cornisa Cantábrica y de la Región Mediterránea. En la última fase (epipaleolítico) están más intensamente relacionados con los habitantes del Levante ibérico (microlitismo geométrico de origen Tardenoisiense).

## Neolítico
El temprano y anómalo neolítico andaluz influye más en Portugal que la cultura mediterránea de la Cerámica Impreso-Cardial. Sin embargo, muy pronto las gentes del sur y centro de Portugal, así como de la vecina Extremadura (España), dan comienzo al, quizás, más importante fenómeno cultural de la prehistoria europea: el megalitismo. Los prehistoriadores portugueses defienden fechas tan tempranas para el inicio de este fenómeno como 4800 a. C., pudiendo atribuirse a su equivalente bretón la de 3800 a. C., sensiblemente más tardía. En cualquier caso, entre 3500 y 3000 a. C.. este fenómeno cultural conoce una expansión generalizada entre los pueblos aborígenes de la costa atlántica europea.
Desde 3000 a. C. se detecta también en Portugal y Andalucía la aparición de nuevos tipos de tumba (enlace roto disponible en Internet Archive; véase el historial, la primera versión y la última). s (cuevas artificiales y "tholoi"). Los historiadores han tratado durante mucho tiempo de atribuir el origen de estas innovaciones a influjos provenientes de Oriente Próximo, vía egea. Sin embargo, las dataciones son insistentemente más tempranas para estos tipos de construcciones funerarias en la península ibérica que en el Egeo. Es muy probable por tanto que las cuevas artificiales sean de origen autóctono, existiendo aún serias dudas respecto a los "tholoi", que tienen una larga tradición oriental previa.

## Calcolítico

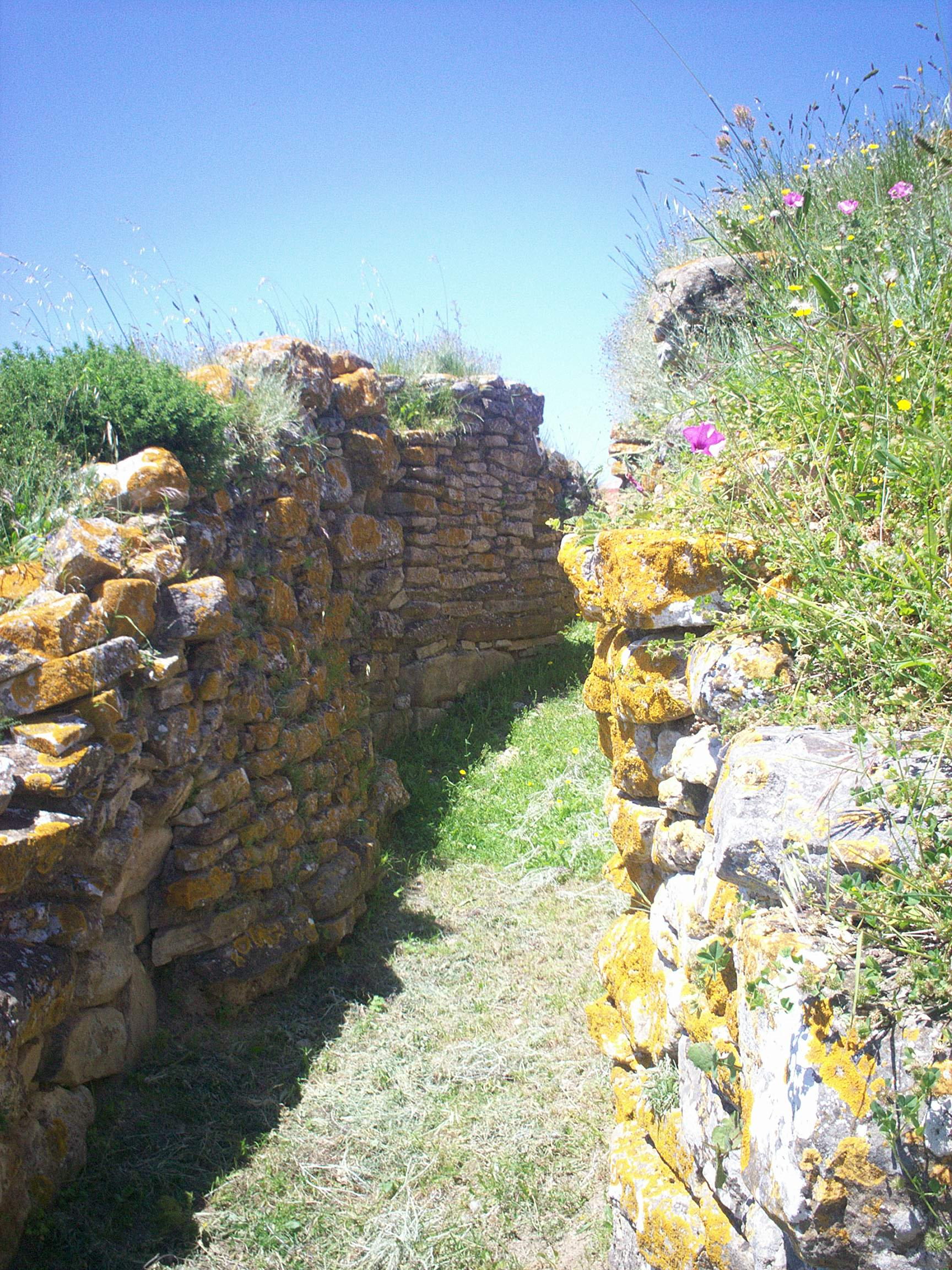
Acceso al núcleo central del castro de Zambujal.

El Calcolítico se desarrolla en la zona hacia 2600 a. C., cuando aparece la primera civilización portuguesa en la región de Estremadura (Lisboa y alrededores): la Cultura de Vila Nova, contemporánea de Los Millares (España), que continúa con la tradición megalítica pero además construye imponentes ciudades fortificadas, siendo la más importante Zambujal.

## Edad del Bronce
La Edad del Bronce se fecha a partir de 2300 a. C. y es cuando se extiende desde Europa Central el fenómeno cultural del Vaso Campaniforme, generalmente interpretado como la expansión de un colectivo mercantil. A partir de 2100 a. C. este hipotético primer gremio europeo parece establecer su centro en Vila Nova, desde donde extiende su influjo hasta el sur de Francia. Después de 1900 a. C. el centro de la cultura del Vaso Campaniforme retorna a la República Checa, mientras que en la península ibérica sufre un proceso de descentralización, que parece denotar el declive de esta importante cultura.
Este declive se verá más claro cuando, un siglo más tarde, la muy vinculada cultura ibérica de Los Millares sea sustituida por la cultura de El Argar. Ambas civilizaciones parecen separarse y competir, lo que queda patente en el hecho de que Vila Nova está al margen de la nueva tecnología del bronce. En el sur del país sin embargo, aparece un grupo mal definido que sí posee bronce y practica enterramientos en cista, además de algunos monumentos funerarios conocidos como "grabsystem".
Aparte de este grupo meridional, el bronce llegará a Portugal hacia 1300 a. C., posiblemente desde las islas británicas. Desaparecen entonces las fortificaciones vilanovianas y se divisa en toda la región central portuguesa una cultura, caracterizada por la cerámica bruñida externamente (en contraposición a su contemporánea andaluza, bruñida en su parte interior). El norte del país y Galicia parecen haber sido colonizados en esta época, posiblemente por sus riquezas en estaño. Esta Galicia prehistórica destaca por sus abundantes armas de bronce y puede haber tenido un papel importante en las comunicaciones con las islas británicas y otras regiones de Europa occidental.

## Edad del Hierro
Hacia 700 a. C. los celtas, poseedores ya del secreto del hierro, que hasta entonces habían permanecido en torno al Ebro, avanzan sobre la Meseta ibérica y alcanzan Portugal, erradicando las culturas nativas de este territorio, excepto las del sur. Posteriormente, el territorio portugués pasará a manos del Imperio romano (v. Hispania Ulterior, Lusitania y Gallaecia).